# Kid Cudi/Diskografie
Diese Diskografie ist eine Übersicht über die musikalischen Werke der US-amerikanischer Rappers Kid Cudi. Den Schallplattenauszeichnungen zufolge hat er bisher mehr als 68,6 Millionen Tonträger verkauft, davon alleine in seiner Heimat über 57,5 Millionen. Seine erfolgreichste Veröffentlichung ist die Single Pursuit of Happiness mit über 13,6 Millionen verkauften Einheiten.

## Alben

### Studioalben
| Jahr | Titel                                        | Höchstplatzierung, Gesamtwochen, AuszeichnungChartplatzierungen (Jahr, Titel, Platzierungen, Wochen, Auszeichnungen, Anmerkungen) | Höchstplatzierung, Gesamtwochen, AuszeichnungChartplatzierungen (Jahr, Titel, Platzierungen, Wochen, Auszeichnungen, Anmerkungen) | Höchstplatzierung, Gesamtwochen, AuszeichnungChartplatzierungen (Jahr, Titel, Platzierungen, Wochen, Auszeichnungen, Anmerkungen) | Höchstplatzierung, Gesamtwochen, AuszeichnungChartplatzierungen (Jahr, Titel, Platzierungen, Wochen, Auszeichnungen, Anmerkungen) | Höchstplatzierung, Gesamtwochen, AuszeichnungChartplatzierungen (Jahr, Titel, Platzierungen, Wochen, Auszeichnungen, Anmerkungen) | Anmerkungen                              |
| Jahr | Titel                                        | DE | AT | CH | UK | US | Anmerkungen                              |
| ---- | -------------------------------------------- | --- | --- | --- | --- | --- | ---------------------------------------- |
| 2009 | Man on the Moon: The End of Day              | DE90 (1 Wo.)DE | — | CH56 (2 Wo.)CH | UK— GoldUK | US4 ×4Vierfachplatin · (297 Wo.)US                                                                                                | Erstveröffentlichung: 15. September 2009 |
| 2010 | Man on the Moon II: The Legend of Mr. Rager  | DE64 (1 Wo.)DE | — | CH36 (3 Wo.)CH | UK88 (1 Wo.)UK | US3 Platin · (22 Wo.)US | Erstveröffentlichung: 9. November 2010   |
| 2013 | Indicud                                      | DE99 (1 Wo.)DE | — | CH46 (1 Wo.)CH | UK32 (2 Wo.)UK | US2 Gold · (14 Wo.)US | Erstveröffentlichung: 12. April 2013     |
| 2014 | Satellite Flight: The Journey to Mother Moon | — | — | — | UK67 (1 Wo.)UK | US4 (4 Wo.)US | Erstveröffentlichung: 25. Februar 2014   |
| 2015 | Speedin’ Bullet 2 Heaven                     | — | — | — | — | US36 (1 Wo.)US | Erstveröffentlichung: 4. Dezember 2015   |
| 2016 | Passion, Pain & Demon Slayin’                | — | — | — | — | US11 (9 Wo.)US | Erstveröffentlichung: 16. Dezember 2016  |
| 2020 | Man on the Moon III: The Chosen              | — | AT43 (1 Wo.)AT | CH18 (3 Wo.)CH | UK26 (2 Wo.)UK | US2 (17 Wo.)US | Erstveröffentlichung: 11. Dezember 2020  |
| 2022 | Entergalactic                                | — | — | CH38 (2 Wo.)CH | UK95 (1 Wo.)UK | US13 (2 Wo.)US | Erstveröffentlichung: 30. September 2022 |
| 2024 | Insano                                       | DE29 (1 Wo.)DE | AT25 (1 Wo.)AT | CH8 (1 Wo.)CH | UK77 (1 Wo.)UK | US13 (… Wo.)US | Erstveröffentlichung: 12. Januar 2024    |

### Kollaboalben
| Jahr | Titel           | Höchstplatzierung, Gesamtwochen, AuszeichnungChartplatzierungen (Jahr, Titel, Platzierungen, Wochen, Auszeichnungen, Anmerkungen) | Höchstplatzierung, Gesamtwochen, AuszeichnungChartplatzierungen (Jahr, Titel, Platzierungen, Wochen, Auszeichnungen, Anmerkungen) | Höchstplatzierung, Gesamtwochen, AuszeichnungChartplatzierungen (Jahr, Titel, Platzierungen, Wochen, Auszeichnungen, Anmerkungen) | Höchstplatzierung, Gesamtwochen, AuszeichnungChartplatzierungen (Jahr, Titel, Platzierungen, Wochen, Auszeichnungen, Anmerkungen) | Höchstplatzierung, Gesamtwochen, AuszeichnungChartplatzierungen (Jahr, Titel, Platzierungen, Wochen, Auszeichnungen, Anmerkungen) | Anmerkungen                                                           |
| Jahr | Titel           | DE | AT | CH | UK | US | Anmerkungen                                                           |
| ---- | --------------- | --- | --- | --- | --- | --- | --------------------------------------------------------------------- |
| 2018 | Kids See Ghosts | DE33 (1 Wo.)DE | AT15 (2 Wo.)AT | CH12 (2 Wo.)CH | UK7 Silber · (4 Wo.)UK | US2 Gold · (17 Wo.)US | Erstveröffentlichung: 8. Juni 2018 mit Kanye West als Kids See Ghosts |

### Kompilationen
| Jahr | Titel                                | Höchstplatzierung, Gesamtwochen, AuszeichnungChartplatzierungen (Jahr, Titel, Platzierungen, Wochen, Auszeichnungen, Anmerkungen) | Höchstplatzierung, Gesamtwochen, AuszeichnungChartplatzierungen (Jahr, Titel, Platzierungen, Wochen, Auszeichnungen, Anmerkungen) | Höchstplatzierung, Gesamtwochen, AuszeichnungChartplatzierungen (Jahr, Titel, Platzierungen, Wochen, Auszeichnungen, Anmerkungen) | Höchstplatzierung, Gesamtwochen, AuszeichnungChartplatzierungen (Jahr, Titel, Platzierungen, Wochen, Auszeichnungen, Anmerkungen) | Höchstplatzierung, Gesamtwochen, AuszeichnungChartplatzierungen (Jahr, Titel, Platzierungen, Wochen, Auszeichnungen, Anmerkungen) | Anmerkungen                        |
| Jahr | Titel                                | DE | AT | CH | UK | US | Anmerkungen                        |
| ---- | ------------------------------------ | --- | --- | --- | --- | --- | ---------------------------------- |
| 2022 | The Boy Who Flew to the Moon, Vol. 1 | — | — | — | UK— SilberUK | US83 (1 Wo.)US | Erstveröffentlichung: 8. Juli 2022 |

### Mixtapes
- 2008: A Kid Named Cudi

## Singles

### Als Leadmusiker
| Jahr | Titel Album                                                             | Höchstplatzierung, Gesamtwochen, AuszeichnungChartplatzierungen (Jahr, Titel, Album, Platzierungen, Wochen, Auszeichnungen, Anmerkungen) | Höchstplatzierung, Gesamtwochen, AuszeichnungChartplatzierungen (Jahr, Titel, Album, Platzierungen, Wochen, Auszeichnungen, Anmerkungen) | Höchstplatzierung, Gesamtwochen, AuszeichnungChartplatzierungen (Jahr, Titel, Album, Platzierungen, Wochen, Auszeichnungen, Anmerkungen) | Höchstplatzierung, Gesamtwochen, AuszeichnungChartplatzierungen (Jahr, Titel, Album, Platzierungen, Wochen, Auszeichnungen, Anmerkungen) | Höchstplatzierung, Gesamtwochen, AuszeichnungChartplatzierungen (Jahr, Titel, Album, Platzierungen, Wochen, Auszeichnungen, Anmerkungen) | Anmerkungen                                                                        |
| Jahr | Titel Album                                                             | DE | AT | CH | UK | US | Anmerkungen                                                                        |
| --- | ----------------------------------------------------------------------- | --- | --- | --- | --- | --- | ---------------------------------------------------------------------------------- |
| 2008 | Day ‘n’ Nite Man on the Moon: The End of Day                            | DE13 ×3Dreifachgold · (24 Wo.)DE | AT19 (31 Wo.)AT | CH18 (34 Wo.)CH | UK2 ×2Doppelplatin · (22 Wo.)UK | US3 Diamant · (27 Wo.)US | Erstveröffentlichung: 5. Februar 2008                                              |
| 2009 | Make Her Say Man on the Moon: The End of Day                            | DE85 (3 Wo.)DE | — | — | UK67 (2 Wo.)UK | US43 Platin · (15 Wo.)US | Erstveröffentlichung: 9. Juni 2009 feat. Kanye West & Common                       |
| 2010 | Pursuit of Happiness Man on the Moon: The End of Day                    | DE51 Platin · (13 Wo.)DE | AT46 (6 Wo.)AT | CH50 (7 Wo.)CH | UK64 Platin · (4 Wo.)UK | US59 ×2Diamant + Doppelplatin · (2 Wo.)US                                                                                                | Erstveröffentlichung: 25. Januar 2010 Verkäufe: + 13.610.000; feat. MGMT & Ratatat |
| 2010 | Erase Me Man on the Moon II: The Legend of Mr. Rager                    | — | AT41 (4 Wo.)AT | — | UK58 (2 Wo.)UK | US22 ×2Doppelplatin · (5 Wo.)US | Erstveröffentlichung: 17. August 2010 feat. Kanye West                             |
| 2011 | No One Believes Me –                                                    | — | — | — | — | — | Erstveröffentlichung: 23. August 2011                                              |
| 2012 | Just What I Am Indicud                                                  | — | — | — | — | US74 ×2Doppelplatin · (2 Wo.)US | Erstveröffentlichung: 2. Oktober 2012 feat. King Chip                              |
| 2013 | Immortal Indicud                                                        | — | — | — | — | — | Erstveröffentlichung: 14. März 2013                                                |
| 2016 | Frequency Passion, Pain & Demon Slayin’                                 | — | — | — | — | — | Erstveröffentlichung: 30. September 2016                                           |
| 2020 | Leader of the Delinquents –                                             | — | — | — | — | — | Erstveröffentlichung: 14. April 2020                                               |
| 2020 | The Scotts –                                                            | DE8 (8 Wo.)DE | AT5 Gold · (8 Wo.)AT | CH3 Gold · (12 Wo.)CH | UK11 Silber · (9 Wo.)UK | US1 ×3Dreifachplatin · (13 Wo.)US | Erstveröffentlichung: 24. April 2020 mit Travis Scott als The Scotts               |
| 2020 | The Adventures of Moon Man & Slim Shady –                               | — | — | — | UK44 (1 Wo.)UK | US22 (1 Wo.)US | Erstveröffentlichung: 10. Juli 2020 mit Eminem                                     |
| 2023 | Stars in the Sky Sonic the Hedgehog 2 O.S.T.                            | — | — | — | — | — | Erstveröffentlichung: 25. März 2022                                                |
| 2023 | Do What I Want Entergalactic                                            | — | — | — | — | — | Erstveröffentlichung: 10. Juni 2022                                                |
| 2023 | Porsche Topless Insano                                                  | — | — | — | — | — | Erstveröffentlichung: 2. Juni 2023                                                 |
| 2023 | Heaven’s Galaxy –                                                       | — | — | — | — | — | Erstveröffentlichung: 12. Oktober 2023                                             |
| Folgende Lieder erschienen nicht als Single, wurden aber durch das Album zum Download und Streaming bereitgestellt und konnten somit eine Platzierung erlangen: |                                                                         | | | | | |                                                                                    |
| |                                                                         | | | | | |                                                                                    |
| 2010 | Mr. Rager Man on the Moon II: The Legend of Mr. Rager                   | — | — | — | UK— GoldUK | US77 (1 Wo.)US | Charteinstieg: 13. November 2010                                                   |
| 2010 | Marijuana Man on the Moon II: The Legend of Mr. Rager                   | — | — | — | — | US54 Gold · (1 Wo.)US | Charteinstieg: 27. November 2010                                                   |
| 2010 | Scott Mescudi vs. the World Man on the Moon II: The Legend of Mr. Rager | — | — | — | — | US92 (1 Wo.)US | Charteinstieg: 27. November 2010 feat. CeeLo Green                                 |
| 2020 | Show Out Man on the Moon III: The Chosen                                | — | — | CH43 (2 Wo.)CH | UK37 Silber · (5 Wo.)UK | US54 (1 Wo.)US | Charteinstieg: 18. Dezember 2020 feat. Skepta & Pop Smoke                          |
| 2020 | Tequila Shots Man on the Moon III: The Chosen                           | — | — | CH73 (1 Wo.)CH | UK86 (1 Wo.)UK | US41 Platin · (2 Wo.)US | Charteinstieg: 18. Dezember 2020                                                   |
| 2020 | She Knows This Man on the Moon III: The Chosen                          | — | — | — | — | US41 (1 Wo.)US | Charteinstieg: 26. Dezember 2020                                                   |
| 2020 | Another Day Man on the Moon III: The Chosen                             | — | — | — | — | US64 (1 Wo.)US | Charteinstieg: 26. Dezember 2020                                                   |
| 2020 | Solo Dolo Pt. III Man on the Moon III: The Chosen                       | — | — | — | — | US78 (1 Wo.)US | Charteinstieg: 26. Dezember 2020                                                   |
| 2020 | Dive Man on the Moon III: The Chosen                                    | — | — | — | — | US80 (1 Wo.)US | Charteinstieg: 26. Dezember 2020                                                   |
| 2020 | Heaven On Earth Man on the Moon III: The Chosen                         | — | — | — | — | US85 (1 Wo.)US | Charteinstieg: 26. Dezember 2020                                                   |
| 2020 | Sad People Man on the Moon III: The Chosen                              | — | — | — | — | US90 (1 Wo.)US | Charteinstieg: 26. Dezember 2020                                                   |
| 2020 | Damaged Man on the Moon III: The Chosen                                 | — | — | — | — | US91 (1 Wo.)US | Charteinstieg: 26. Dezember 2020                                                   |
| 2020 | Beautiful Trip Man on the Moon III: The Chosen                          | — | — | — | — | US100 (1 Wo.)US | Charteinstieg: 26. Dezember 2020                                                   |

### Als Gastmusiker
| Jahr | Titel Album                                         | Höchstplatzierung, Gesamtwochen, AuszeichnungChartplatzierungen (Jahr, Titel, Album, Platzierungen, Wochen, Auszeichnungen, Anmerkungen) | Höchstplatzierung, Gesamtwochen, AuszeichnungChartplatzierungen (Jahr, Titel, Album, Platzierungen, Wochen, Auszeichnungen, Anmerkungen) | Höchstplatzierung, Gesamtwochen, AuszeichnungChartplatzierungen (Jahr, Titel, Album, Platzierungen, Wochen, Auszeichnungen, Anmerkungen) | Höchstplatzierung, Gesamtwochen, AuszeichnungChartplatzierungen (Jahr, Titel, Album, Platzierungen, Wochen, Auszeichnungen, Anmerkungen) | Höchstplatzierung, Gesamtwochen, AuszeichnungChartplatzierungen (Jahr, Titel, Album, Platzierungen, Wochen, Auszeichnungen, Anmerkungen) | Anmerkungen                                                                                     |
| Jahr | Titel Album                                         | DE | AT | CH | UK | US | Anmerkungen                                                                                     |
| --- | --------------------------------------------------- | --- | --- | --- | --- | --- | ----------------------------------------------------------------------------------------------- |
| 2009 | Symphonies UN                                       | — | — | — | — | US34 (7 Wo.)US | Erstveröffentlichung: 18. Dezember 2009 Dan Black feat. Kid Cudi                                |
| 2010 | Memories One Love                                   | DE6 ×3Dreifachplatin · (71 Wo.)DE | AT2 ×2Doppelplatin · (50 Wo.)AT | CH7 (80 Wo.)CH | UK15 ×2Doppelplatin · (28 Wo.)UK | US46 Platin · (18 Wo.)US | Erstveröffentlichung: 6. Februar 2010 David Guetta feat. Kid Cudi                               |
| 2010 | That Tree More Malice                               | — | — | — | — | — | Erstveröffentlichung: 12. März 2010 Snoop Dogg feat. Kid Cudi                                   |
| 2011 | All of the Lights My Beautiful Dark Twisted Fantasy | — | AT68 (1 Wo.)AT | CH46 (8 Wo.)CH | UK15 ×2Doppelplatin · (20 Wo.)UK | US18 ×7Siebenfachplatin · (25 Wo.)US | Erstveröffentlichung: 18. Januar 2011 Kanye West feat. Various Artists                          |
| 2011 | Focused Ambition                                    | — | — | — | — | US97 (1 Wo.)US | Erstveröffentlichung: November 2011 Wale feat. Kid Cudi                                         |
| 2016 | Father Stretch My Hands Pt. I The Life of Pablo     | — | — | — | UK54 Platin · (3 Wo.)UK | US37 ×6Sechsfachplatin · (23 Wo.)US | Erstveröffentlichung: 7. Juni 2016 Kanye West feat. Kid Cudi                                    |
| Folgende Lieder erschienen nicht als Single, wurden aber durch das Album zum Download und Streaming bereitgestellt und konnten somit eine Platzierung erlangen: |                                                     | | | | | |                                                                                                 |
| |                                                     | | | | | |                                                                                                 |
| 2021 | Moon Donda                                          | — | — | — | UK83 Silber · (1 Wo.)UK | US17 Platin · (5 Wo.)US | Charteinstieg: 9. September 2021 Verkäufe: + 1.260.000; Kanye West feat. Kid Cudi & Don Toliver |
| 2021 | IMY2 Certified Lover Boy                            | — | — | — | — | US22 (2 Wo.)US | Charteinstieg: 18. September 2021 Drake feat. Kid Cudi                                          |
| 2022 | Rock N Roll It’s Almost Dry                         | — | — | — | UK98 (1 Wo.)UK | US78 (1 Wo.)US | Charteinstieg: 5. Mai 2022 Pusha T feat. Kanye West & Kid Cudi                                  |
| 2023 | Looove Utopia                                       | — | — | — | — | US49 (1 Wo.)US | Charteinstieg: 12. August 2023 Travis Scott feat. Kid Cudi                                      |

## Statistik

### Chartauswertung
|                     | DE    | AT    | CH    | UK    | US     |
| ------------------- | ----- | ----- | ----- | ----- | ------ |
| Nummer-eins-Alben   | DE—DE | AT—AT | CH—CH | UK—UK | US—US  |
| Top-10-Alben        | DE—DE | AT—AT | CH1CH | UK1UK | US6US  |
| Alben in den Charts | DE5DE | AT3AT | CH7CH | UK7UK | US11US |

|                       | DE    | AT    | CH    | UK     | US     |
| --------------------- | ----- | ----- | ----- | ------ | ------ |
| Nummer-eins-Singles   | DE—DE | AT—AT | CH—CH | UK—UK  | US1US  |
| Top-10-Singles        | DE2DE | AT2AT | CH2CH | UK1UK  | US2US  |
| Singles in den Charts | DE5DE | AT6AT | CH7CH | UK13UK | US29US |

### Auszeichnungen für Musikverkäufe
| Goldene Schallplatte - Australien - 2009: für die Single Day ‘n’ Nite - 2020: für die Single The Scotts - Belgien - 2009: für die Single Day ‘n’ Nite - 2012: für die Single Pursuit of Happiness - Brasilien - 2024: für die Single All of the Lights - 2024: für das Lied Moon - 2024: für die Single Day ‘n’ Nite - 2024: für das Album The Boy Who Flew to the Moon, Vol. 1 - 2024: für das Lied Looove - Dänemark - 2021: für die Single The Scotts - 2022: für das Album Man on the Moon: The End of Day - Frankreich - 2010: für die Single Memories - 2024: für die Single Father Stretch My Hands Pt. I - Griechenland - 2024: für die Single Father Stretch My Hands Pt. I - Italien - 2019: für die Single Pursuit of Happiness - 2020: für die Single The Scotts - 2021: für die Single Day ‘n’ Nite - 2023: für die Single Father Stretch My Hands Pt. I - Kanada - 2021: für das Lied Moon - Mexiko - 2020: für die Single The Scotts - Neuseeland - 2010: für die Single Day ‘n’ Nite - 2011: für die Single All of the Lights - 2020: für die Single The Scotts - 2023: für das Album Man on the Moon II: The Legend of Mr. Rager - 2024: für das Album Man on the Moon III: The Chosen - Portugal - 2021: für die Single Memories - 2022: für die Single Father Stretch My Hands Pt. I - Spanien - 2024: für die Single The Scotts - 2024: für die Single Pursuit of Happiness - 2024: für die Single Father Stretch My Hands Pt. I - Vereinigte Staaten - 2020: für das Lied Welcome to Heartbreak | Platin-Schallplatte - Australien - 2013: für die Single Pursuit of Happiness - Belgien - 2012: für die Single Memories - Brasilien - 2024: für die Single Pursuit of Happiness - 2024: für die Single Father Stretch My Hands Pt. I - Dänemark - 2021: für die Single Memories - 2022: für die Single All of the Lights - 2023: für die Single Father Stretch My Hands Pt. I - 2024: für die Single Pursuit of Happiness - 2024: für die Single Day ‘n’ Nite - Frankreich - 2024: für die Single The Scotts - Griechenland - 2021: für die Single The Scotts - Neuseeland - 2023: für die Single Erase Me - Polen - 2021: für die Single The Scotts - 2024: für die Single Father Stretch My Hands Pt. I - Portugal - 2020: für die Single The Scotts - Vereinigte Staaten - 2023: für das Lied Cudi Zone | 2× Platin-Schallplatte - Australien - 2010: für die Single Memories - 2015: für die Single All of the Lights - Brasilien - 2020: für die Single The Scotts - Italien - 2023: für die Single Memories - Kanada - 2020: für die Single The Scotts - Neuseeland - 2025: für das Album Man on the Moon: The End of Day - Schweden - 2011: für die Single Memories - Spanien - 2024: für die Single Memories - Vereinigte Staaten - 2024: für das Lied Up Up & Away 3× Platin-Schallplatte - Neuseeland - 2024: für die Single Father Stretch My Hands Pt. I - Vereinigte Staaten - 2023: für das Lied Soundtrack 2 My Life 4× Platin-Schallplatte - Neuseeland - 2024: für die Single Pursuit of Happiness - 2025: für die Single Memories |

Anmerkung: Auszeichnungen in Ländern aus den Charttabellen bzw. Chartboxen sind in ebendiesen zu finden.
| Land/RegionAuszeichnungen für Musikverkäufe (Land/Region, Auszeichnungen, Verkäufe, Quellen) | Silber     | Gold       | Platin       | Diamant     | Verkäufe   | Quellen                           |
| -------------------------------------------------------------------------------------------- | ---------- | ---------- | ------------ | ----------- | ---------- | --------------------------------- |
| Australien (ARIA)                                                                            | —          | 2× Gold2   | 5× Platin5   | —           | 420.000    | aria.com.au                       |
| Belgien (BRMA)                                                                               | —          | 2× Gold2   | Platin1      | —           | 60.000     | ultratop.be                       |
| Brasilien (PMB)                                                                              | —          | 5× Gold5   | 4× Platin4   | —           | 320.000    | pro-musicabr.org.br               |
| Dänemark (IFPI)                                                                              | —          | 2× Gold2   | 5× Platin5   | —           | 505.000    | ifpi.dk                           |
| Deutschland (BVMI)                                                                           | —          | Gold1      | 5× Platin5   | —           | 1.950.000  | musikindustrie.de                 |
| Frankreich (SNEP)                                                                            | —          | 2× Gold2   | Platin1      | —           | 450.000    | snepmusique.com                   |
| Griechenland (IFPI)                                                                          | —          | Gold1      | Platin1      | —           | 30.000     | Einzelnachweise                   |
| Italien (FIMI)                                                                               | —          | 4× Gold4   | 2× Platin2   | —           | 345.000    | fimi.it                           |
| Kanada (MC)                                                                                  | —          | Gold1      | 2× Platin2   | —           | 200.000    | musiccanada.com                   |
| Mexiko (AMPROFON)                                                                            | —          | Gold1      | —            | —           | 30.000     | amprofon.com.mx                   |
| Neuseeland (RMNZ)                                                                            | —          | 5× Gold5   | 14× Platin14 | —           | 435.000    | aotearoamusiccharts.co.nz NZ2 NZ3 |
| Österreich (IFPI)                                                                            | —          | Gold1      | 2× Platin2   | —           | 75.000     | ifpi.at                           |
| Polen (ZPAV)                                                                                 | —          | —          | 2× Platin2   | —           | 70.000     | olis.pl                           |
| Portugal (AFP)                                                                               | —          | 2× Gold2   | Platin1      | —           | 20.000     | Einzelnachweise                   |
| Schweden (IFPI)                                                                              | —          | —          | 2× Platin2   | —           | 80.000     | sverigetopplistan.se              |
| Schweiz (IFPI)                                                                               | —          | Gold1      | —            | —           | 10.000     | hitparade.ch                      |
| Spanien (Promusicae)                                                                         | —          | 3× Gold3   | 2× Platin2   | —           | 210.000    | elportaldemusica.es               |
| Vereinigte Staaten (RIAA)                                                                    | —          | 3× Gold3   | 36× Platin36 | 2× Diamant2 | 57.500.000 | riaa.com                          |
| Vereinigtes Königreich (BPI)                                                                 | 4× Silber4 | —          | 10× Platin10 | —           | 5.960.000  | bpi.co.uk                         |
| Insgesamt                                                                                    | 4× Silber4 | 38× Gold38 | 93× Platin93 | 2× Diamant2 |            |                                   |